# Кінь здичавілий

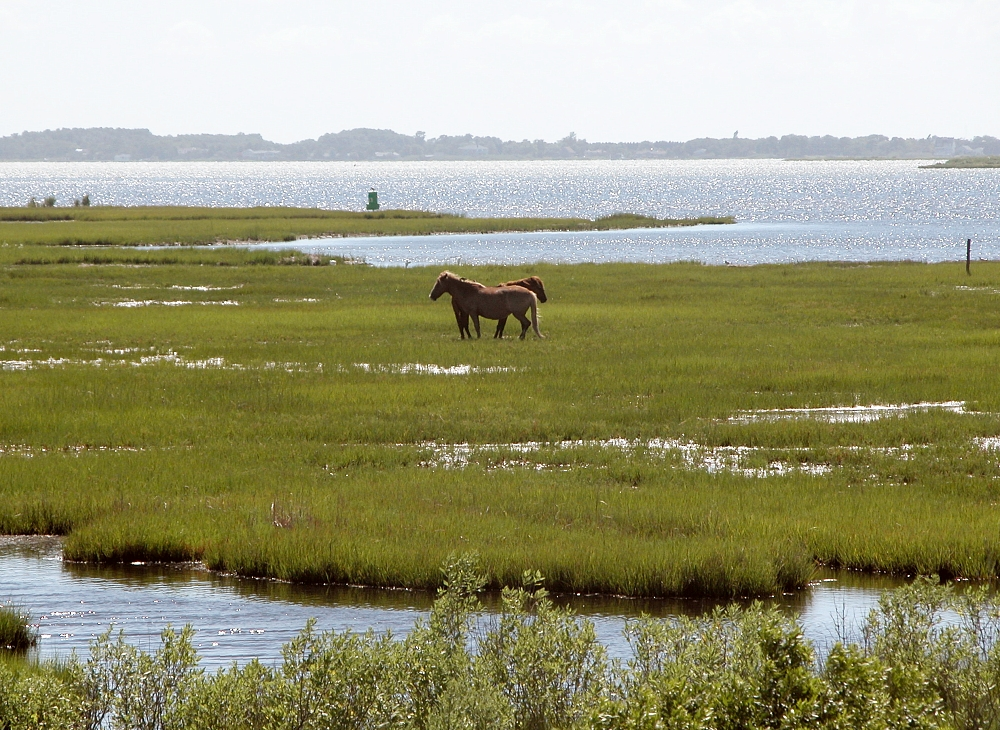
Здичавілий поні Чинкотег острів Ассатіг біля узбережжя Вірджинії

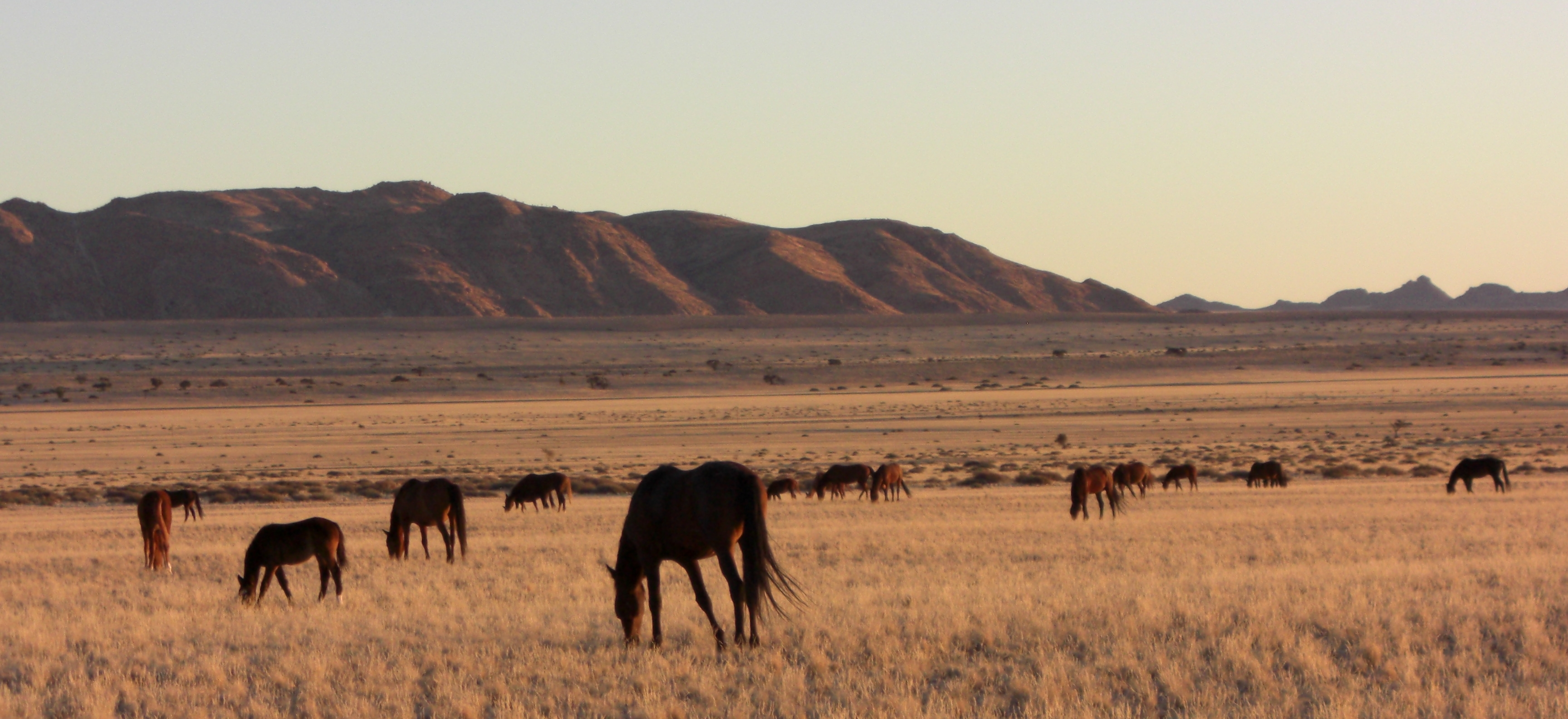
Здичавілі коні Намібії

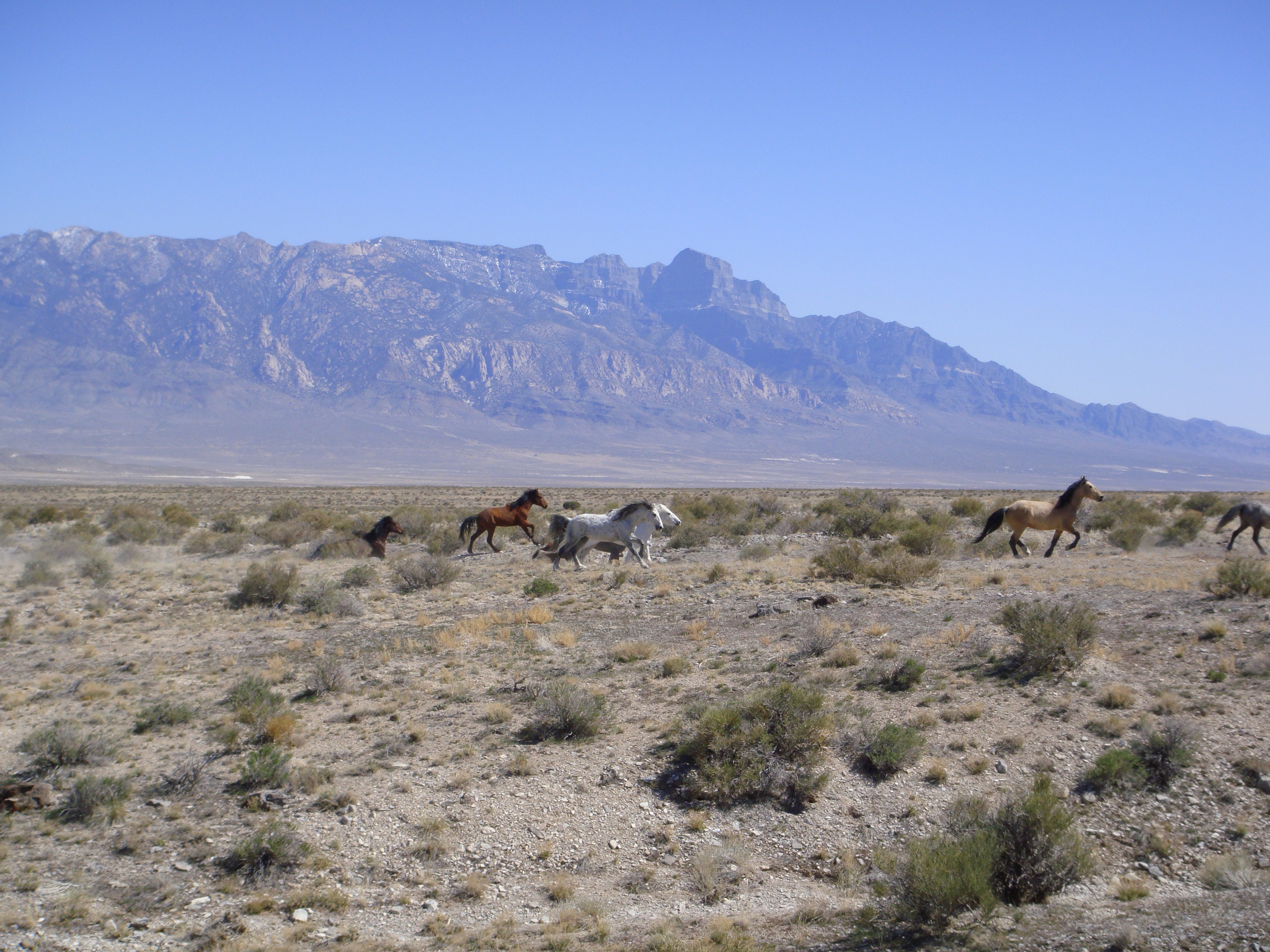
Здичавілі коні Тул (долина), Юта

Кінь здичавілий — вільно кочуючий кінь, що має одомашнених пращурів. Як такий, дикий кінь не є дикою твариною в розумінні тварини без одомашнених предків. Здичавілі коні походять від домашніх коней, які втекли або були навмисно випущені в дику природу і залишилися виживати і розмножуватися там. Деяких коней, які живуть у дикому стані, але іноді доглядаються людьми, особливо якщо вони перебувають у приватній власності, називають "напівздичавілими".
Найменша ізольована популяція, для збереження генетичного різноманіття, для здичавілих коней — 150–200 тварин
Найвідоміші приклади здичавілих коней — «здичавілі» коні американського заходу. Коли європейці знову завезли коня в Америку, починаючи з приходу конкістадорів у XV столітті, деякі коні втекли і сформували дикі табуни, відомі сьогодні як мустанги.
В Австралії найбільша популяція здичавілих коней у світі, що перевищує 400 000 коней. Австралійська назва, еквівалентна «Мустангу», — брамбі, дикі нащадки коней, привезених до Австралії англійськими поселенцями.
У Португалії є дві популяції диких коней, відомих як Соррайа на південних рівнинах і Гаррано на північних гірських пасмах. 
Є також поодинокі популяції диких коней у ряді інших місць, серед яких острів Сейбл біля узбережжя Нової Шотландії, острів Ассатіг біля узбережжя Вірджинії та Меріленду, острів Камберленд, Джорджія та острів В'єкес біля узбережжя Пуерто-Рико. Ймовірно, що деякі з цих коней є нащадками коней, яким вдалося виплисти на сушу, коли вони зазнали аварії корабля. Інших, можливо, навмисне привезли переселенці на різні острови, або їх залишили вільно жити, або покинули, коли різні поселення людей не відбулися.
Понад 400 диких коней мешкає у передгір'ї гори Цинцар, між Ливно та Купресом, Боснія та Герцеговина, на площі приблизно 145 км². Ця популяція, походить від коней, звільнених їх власниками у 1950-х, мають захищений статус з 2010 року.
Сучасна популяція здичавілих коней (Janghali ghura) знаходиться у національному парку Дібру-Сайхова та біосферному заповіднику Ассам, на північному сході Індії, і є табуном приблизно з 79 здичавілих коней, що походять від коней, які втекли з військового табору під час Другої світової війни.
У Північній Америці здичавілі коні є нащадками коней, що були одомашнені в Європі, хоча багато стародавніх, доісторичних підвидів, які зараз вимерли, розвивалися у Північній Америці та є схожість, виявлена у певних генах як сучасних, так і викопних північноамериканських коней, вони не вважаються членами одного виду. На заході Сполучених Штатів певні групи здичавілих коней та віслюків охороняються «Законом про здичавілих коней та віслюків від 1971 року».

## Сучасні здичавілі коні
- Гірський кінь Альберти , передгір'я Східних схилів Скелястих гір, Альберти, Канада
- Кінь Банки[en], Зовнішні мілини, Північна Кароліна
- Брамбі[en]
- Поні Чинкотег[en], острів Ассатіг біля узбережжя Вірджинії
- Кінь острова Камберленд[en], острів Камберленд[en] південне узбережжя Джорджії
- Кінь дельти Дунаю — ліс Летя та його околиці, між Кілійським та Сулинським гирлами Дунаю.
- Дикій кінь Елегесі Каюсе, Долина Немея[en], Канада
- Гаррано[en], північ Португалії
- Каїманава[en], Нова Зеландія
- Кінь Кундудо, Кундудо, Ефіопія
- Марисменьо[en], Національний парк Доньяна, Уельва, Іспанія
- Місакі[en], Японія
- Лаврадеїрос, Північна Бразилія[8]
- Кінь намібійський пустельний[en], Намібія
- Нокота[en]
- Невеликі коні Сьєрра-Невада-де-Санта-Марта, Колумбія[9]
- Соррайа[en], південь Португалії
- Кінь острову Сейбл[en] біля узбережжя Нової Шотландії
- Поні валлійський[en], головним чином одомашнений, але досі дика популяція близько 180 конів[10] кочує пагорбами Карнедау[en] Північного Уельсу. Інші популяції кочують східною частиною Національного парку Брекон-Біконс.
- Кінь острову Делфт[en] [11]
- Маркізькі острови[12]

## Напівздичавілі коні
У Сполученому Королівстві табуни вільних кочуючих поні живуть у диких умовах у різних районах, зокрема, Дартмур, Ексмур, Камбрія та Новий Ліс. Подібні популяції коней та поні існують і в інших місцях європейського континенту. Проте ці кони не є по-справжньому дикими, оскільки всі вони перебувають у приватній власності та бродять по болотах та лісах під загальними пасовищними правами, що належать їх власникам.
- Камаргу[en] марші дельти Рони, південна Франція.
- поні Дартмур[en], Англія
- поні Ексмур[en], Англія
- Фелл-поні[en], Камбрія
- поні Готланду[en], Готланд, Швеція
- Польський коник, Оствардерсплассе[en], Нідерланди
- Нью-Форест-поні[en], Гемпшир
- Потток[en] Західні Піренеї